# Selección de fútbol sub-20 de Laos
La Selección de fútbol sub-20 de Laos es el equipo que representa al país en el Mundial Sub-20, en el Campeonato sub-19 de la AFF y en el Campeonato sub-19 de la AFC; y es controlado por la Federación de Fútbol de Laos.

## Participaciones

### Mundial Sub-20
| Año   | Ronda        | J            | G            | E            | P            | GF           | GC           |
| ----- | ------------ | ------------ | ------------ | ------------ | ------------ | ------------ | ------------ |
| 1977  | No clasificó | No clasificó | No clasificó | No clasificó | No clasificó | No clasificó | No clasificó |
| 1979  | No clasificó | No clasificó | No clasificó | No clasificó | No clasificó | No clasificó | No clasificó |
| 1981  | No clasificó | No clasificó | No clasificó | No clasificó | No clasificó | No clasificó | No clasificó |
| 1983  | No clasificó | No clasificó | No clasificó | No clasificó | No clasificó | No clasificó | No clasificó |
| 1985  | No clasificó | No clasificó | No clasificó | No clasificó | No clasificó | No clasificó | No clasificó |
| 1987  | No clasificó | No clasificó | No clasificó | No clasificó | No clasificó | No clasificó | No clasificó |
| 1989  | No clasificó | No clasificó | No clasificó | No clasificó | No clasificó | No clasificó | No clasificó |
| 1991  | No clasificó | No clasificó | No clasificó | No clasificó | No clasificó | No clasificó | No clasificó |
| 1993  | No clasificó | No clasificó | No clasificó | No clasificó | No clasificó | No clasificó | No clasificó |
| 1995  | No clasificó | No clasificó | No clasificó | No clasificó | No clasificó | No clasificó | No clasificó |
| 1997  | No clasificó | No clasificó | No clasificó | No clasificó | No clasificó | No clasificó | No clasificó |
| 1999  | No clasificó | No clasificó | No clasificó | No clasificó | No clasificó | No clasificó | No clasificó |
| 2001  | No clasificó | No clasificó | No clasificó | No clasificó | No clasificó | No clasificó | No clasificó |
| 2003  | No clasificó | No clasificó | No clasificó | No clasificó | No clasificó | No clasificó | No clasificó |
| 2005  | No clasificó | No clasificó | No clasificó | No clasificó | No clasificó | No clasificó | No clasificó |
| 2007  | No clasificó | No clasificó | No clasificó | No clasificó | No clasificó | No clasificó | No clasificó |
| 2009  | No clasificó | No clasificó | No clasificó | No clasificó | No clasificó | No clasificó | No clasificó |
| 2011  | No clasificó | No clasificó | No clasificó | No clasificó | No clasificó | No clasificó | No clasificó |
| 2013  | No clasificó | No clasificó | No clasificó | No clasificó | No clasificó | No clasificó | No clasificó |
| 2015  | No clasificó | No clasificó | No clasificó | No clasificó | No clasificó | No clasificó | No clasificó |
| 2017  | No clasificó | No clasificó | No clasificó | No clasificó | No clasificó | No clasificó | No clasificó |
| 2019  | No clasificó | No clasificó | No clasificó | No clasificó | No clasificó | No clasificó | No clasificó |
| Total | 0/22         | 0            | 0            | 0            | 0            | 0            | 0            |

### Campeonato sub-19 de la AFC
| Año   | Resultado        | J            | G            | E            | P            | GF           | GC           |
| ----- | ---------------- | ------------ | ------------ | ------------ | ------------ | ------------ | ------------ |
| 1959  | No participó     | No participó | No participó | No participó | No participó | No participó | No participó |
| 1960  | No participó     | No participó | No participó | No participó | No participó | No participó | No participó |
| 1961  | No participó     | No participó | No participó | No participó | No participó | No participó | No participó |
| 1962  | No participó     | No participó | No participó | No participó | No participó | No participó | No participó |
| 1963  | No participó     | No participó | No participó | No participó | No participó | No participó | No participó |
| 1964  | No participó     | No participó | No participó | No participó | No participó | No participó | No participó |
| 1965  | No participó     | No participó | No participó | No participó | No participó | No participó | No participó |
| 1966  | No participó     | No participó | No participó | No participó | No participó | No participó | No participó |
| 1967  | No participó     | No participó | No participó | No participó | No participó | No participó | No participó |
| 1968  | No participó     | No participó | No participó | No participó | No participó | No participó | No participó |
| 1969  | Fase de grupos   | 3            | 1            | 0            | 2            | 3            | 5            |
| 1970  | Cuartos de Final | 4            | 1            | 2            | 1            | 7            | 7            |
| 1971  | No participó     | No participó | No participó | No participó | No participó | No participó | No participó |
| 1972  | Fase de grupos   | 3            | 1            | 1            | 1            | 4            | 4            |
| 1973  | No participó     | No participó | No participó | No participó | No participó | No participó | No participó |
| 1974  | Fase de grupos   | 3            | 0            | 1            | 2            | 2            | 4            |
| 1975  | No participó     | No participó | No participó | No participó | No participó | No participó | No participó |
| 1976  | No participó     | No participó | No participó | No participó | No participó | No participó | No participó |
| 1977  | No participó     | No participó | No participó | No participó | No participó | No participó | No participó |
| 1978  | No participó     | No participó | No participó | No participó | No participó | No participó | No participó |
| 1980  | No participó     | No participó | No participó | No participó | No participó | No participó | No participó |
| 1982  | No participó     | No participó | No participó | No participó | No participó | No participó | No participó |
| 1984  | No participó     | No participó | No participó | No participó | No participó | No participó | No participó |
| 1986  | No participó     | No participó | No participó | No participó | No participó | No participó | No participó |
| 1988  | No participó     | No participó | No participó | No participó | No participó | No participó | No participó |
| 1990  | No participó     | No participó | No participó | No participó | No participó | No participó | No participó |
| 1992  | No participó     | No participó | No participó | No participó | No participó | No participó | No participó |
| 1994  | No participó     | No participó | No participó | No participó | No participó | No participó | No participó |
| 1996  | No participó     | No participó | No participó | No participó | No participó | No participó | No participó |
| 1998  | No clasificó     | No clasificó | No clasificó | No clasificó | No clasificó | No clasificó | No clasificó |
| 2000  | No clasificó     | No clasificó | No clasificó | No clasificó | No clasificó | No clasificó | No clasificó |
| 2002  | No clasificó     | No clasificó | No clasificó | No clasificó | No clasificó | No clasificó | No clasificó |
| 2004  | Fase de grupos   | 3            | 1            | 0            | 2            | 4            | 9            |
| 2006  | No clasificó     | No clasificó | No clasificó | No clasificó | No clasificó | No clasificó | No clasificó |
| 2008  | No clasificó     | No clasificó | No clasificó | No clasificó | No clasificó | No clasificó | No clasificó |
| 2010  | No clasificó     | No clasificó | No clasificó | No clasificó | No clasificó | No clasificó | No clasificó |
| 2012  | No clasificó     | No clasificó | No clasificó | No clasificó | No clasificó | No clasificó | No clasificó |
| 2014  | No clasificó     | No clasificó | No clasificó | No clasificó | No clasificó | No clasificó | No clasificó |
| 2016  | No clasificó     | No clasificó | No clasificó | No clasificó | No clasificó | No clasificó | No clasificó |
| Total | 5/39             | 16           | 4            | 4            | 8            | 20           | 29           |

### Campeonato sub-19 de la AFF
| AFF U-19 Youth Championship | AFF U-19 Youth Championship | AFF U-19 Youth Championship | AFF U-19 Youth Championship | AFF U-19 Youth Championship | AFF U-19 Youth Championship | AFF U-19 Youth Championship | AFF U-19 Youth Championship |
| Año                         | Ronda                       | J                           | G                           | E                           | P                           | GF                          | GC                          |
| --------------------------- | --------------------------- | --------------------------- | --------------------------- | --------------------------- | --------------------------- | --------------------------- | --------------------------- |
| 2002                        | 3º Lugar                    | 6                           | 5                           | 0                           | 1                           | 13                          | 4                           |
| 2005                        | 3º Lugar                    | 6                           | 4                           | 1                           | 1                           | 13                          | 4                           |
| 2006                        | No participó                | No participó                | No participó                | No participó                | No participó                | No participó                | No participó                |
| 2007                        | Fase de grupos              | 3                           | 1                           | 0                           | 2                           | 5                           | 12                          |
| 2008                        | No participó                | No participó                | No participó                | No participó                | No participó                | No participó                | No participó                |
| 2009                        | No participó                | No participó                | No participó                | No participó                | No participó                | No participó                | No participó                |
| 2010                        | No participó                | No participó                | No participó                | No participó                | No participó                | No participó                | No participó                |
| 2011                        | Fase de grupos              | 4                           | 1                           | 1                           | 2                           | 10                          | 8                           |
| 2012                        | No participó                | No participó                | No participó                | No participó                | No participó                | No participó                | No participó                |
| 2013                        | 4º Lugar                    | 6                           | 3                           | 0                           | 3                           | 13                          | 9                           |
| 2014                        | No participó                | No participó                | No participó                | No participó                | No participó                | No participó                | No participó                |
| 2015                        | 3º Lugar                    | 6                           | 2                           | 2                           | 2                           | 10                          | 8                           |
| Total                       | 6/11                        | 31                          | 16                          | 4                           | 11                          | 64                          | 45                          |